# مسیر ساحلی (تورنتو)
مسیر ساحلی (انگلیسی: Waterfront Trail) بیش از ۳۶۰۰ کیلومتر (۲۲۳۶ مایل) از شهرک پرنس، در غرب سو سنت‌ماری، تا مرز استان کبک، مسیر ساحلی دریاچه‌های بزرگ مسیری علامت دار از جاده‌های متصل به هم و مسیرهای خارج از جاده است که به بیش از ۱۵۰ جامعه در امتداد سواحل دریاچه‌های بزرگ و رودخانه سن‌لوران کانادا را پیوند می‌دهد.